# Bailout
Bailout é uma palavra inglesa (de bail: fiança, garantia) que, em economia e finanças, significa uma injeção de liquidez dada a uma entidade (empresa ou banco) falida ou próxima da falência, a fim de que possa honrar seus compromissos de curto prazo. Em geral, os bailouts são dados pelos governos ou por consórcios de investidores que, em troca da injeção de fundos, assumem o controle da entidade. 
Frequentemente o bailout é uma solução para problemas temporários de fluxo de caixa nas organizações contam com uma base suficientemente sólida, em termos de ativos. 
O bailing out de uma empresa pelo governo é controverso porque a causa da falência pode ser considerada como falha em satisfazer o consumidor e portanto, seria uma intervenção governamental no mercado, sobrepondo-se à vontade dos consumidores. Ademais, a decisão governamental pode determinar quem vai sobreviver, a exemplo do que ocorreu recentemente nos Estados Unidos, quando algumas empresas foram socorridas, enquanto outras não o foram - e faliram. Outra crítica frequente é que a ajuda a empresas à beira da falência é feita com recursos públicos e a ajuda a alguns banqueiros pode significar inflação, prejudicando o conjunto da população. 
Os bailouts dados pelo governo são geralmente reservados a casos em que a empresa é considerada "grande demais para quebrar"  —  política justificada pelo argumento de que a falência de determinadas empresas causaria graves perturbações em toda a economia, a curto prazo.

## Exemplos de Bailout na história
- 1930 – Grande Depressão
- 1979 - Chrysler Corp.
- 1990 – Bolha especulativa financeira e imobiliária no Japão
- 2003 – Parmalat
- 2008 – Bear Stearns
- 2008 – Fannie Mae e Freddie Mac
- 2008 – American International Group
- 2008 – Plano de emergência para estabilização econômica nos Estados Unidos [1]
- 2016 - Áustria[2]